# Idegennyelv-oktatás
Az idegennyelv-oktatás illetve az idegennyelv-tanulás – az anyanyelv elsajátításával szemben – egy olyan tudatos, explicit tanulási folyamat, mely során egy nyelvet komoly szellemi erőfeszítések, kitartás és türelem árán tanulunk meg.

## Az idegennyelv oktatása és tanulása
Egy nyelvnek van hangtani rendszere, szókészlete és nyelvtani rendszere.  Az idegennyelv-tanulás ezek tanulása összefüggéseikben. Megkülönböztetünk négy nyelvi készséget: a hallás utáni megértést, a beszédet, az írást és az olvasást. Ezek más nyelven való elsajátítása jelenti az idegennyelv-tanulást, ezek összefüggő tanítása pedig az idegennyelv-oktatást.

### Online és autodidakta kurzusok
Több száz nyelvet van már lehetőség megtanulni otthon, különböző költségekkel és módszerekkel. Maguk a kurzusok működnek tanárként, és meghatározzák a módszert, amivel a tanítás zajlik.

#### Hangfelvételek, szótanulási módszerek
Számos esetben hangfelvételekkel segítik a tanulási folyamatot, fejlesztik a hallás utáni szövegértést. Ezeken a felvételeken olyan emberek beszélnek, akiknek az adott nyelv az anyanyelvük, így akcentus nélkül hallhatnak a tanulók élő beszédet, és fejleszthetik a hallás utáni szövegértésüket, kiejtésüket. Néhány felvétel közben hosszabb-rövidebb szüneteket is beiktatnak, hogy a tanuló elismételhesse a hallottakat. Emellett olyanok is léteznek, amik folyamatosak, a tanuló pedig párhuzamosan beszélhet a felvétellel.
A hangfelvételek szerves részét képezik az otthoni tanulásnak, hiszen a tantermi oktatás számos elemét felhasználják. CD-n, kazettán, DVD-n, weboldalakon, és hangfájlok formájában is elérhetők.
A felvételek egy része úgy tanít szavakat a célnyelven, hogy a tanuló saját nyelvén adja meg a jelentésüket, és az esetleges magyarázatokat. Vannak olyan típusuk is ugyanakkor, melyek csak a célnyelven szólalnak meg, egy adott szót nem lefordítanak, hanem elmagyarázzák a jelentését más szavakkal. Ezeknek nagy előnye, hogy teljesen függetlenek a tanuló saját nyelvétől, bárki számára használhatók, akinek valamilyen szintű tudása már van a célnyelven.
Mindemellett már számos nyelvtanulási eszköz megjelent a piacon, köztük olyan egyszerű, de hatékony szótanulási módok, mint az idegen nyelvű szavakkal ellátott matricák, de bonyolultabb, komplexebb applikációk is.

#### Internet és szoftverek
A szoftverek segítségével megvalósul az interaktivitás, amit a könyvek és a hangfelvételek nem tudnak produkálni, ezért mindenképpen egy új szintjét jelentik az autodidakta nyelvtanulásnak. Az alkalmazások, programok képesek például arra, hogy rögzítsék a tanuló beszédét, elemezzék a kiejtését és visszajelzést adjanak számára. Az is lehetséges, hogy a program további feladatokat adjon azokból a típusokból, amik a felhasználónak nehezebben mennek.
A nyelvtanulást célzó szoftverek többsége kizárólag a célnyelven beszél, és képekkel mutatja meg a szavak jelentését, vagy más szavakkal magyarázza el. Ez lehetővé teszi, hogy bármilyen anyanyelvű felhasználók tanulhassanak a program segítségével, nincs anyanyelvhez kötve.
Az említett programok egy része online is használható. Ezek legnagyobb előnye, hogy nem kell semmit letölteni a tanuláshoz, hátrány ugyanakkor, hogy a használatukhoz mindenképpen szükség van internetkapcsolatra, offline nem működnek. Ezeket is ki lehet azonban egészíteni offline módban is használható hangfelvételekkel, szövegekkel. Néhány weboldal játékos fejlődési lehetőségeket biztosít, mint például vetélkedőkre hasonlító feladatok, vagy feladványok megfejtése.
Az online nyelvtanulás lehetőséget biztosít az úgynevezett nyelvcserére is, vagyis például egy spanyol anyanyelvű ember megtanulhat angolul egy angol anyanyelvűtől, aki pedig a spanyolt szeretné elsajátítani. Ezek az oldalak lényegében árucikként tekintenek a nyelvtudásra, és egy piacszerű környezetet biztosítanak a cseréhez. A felhasználók online kommunikációs csatornákon tarthatják a kapcsolatot, például chaten, e-mailbe, Skype-on.
A nyelvcserés módszer inkább kiegészítésként működik az egyéb módszerek mellett. Ha az alapok már megvannak, ezt a rendszert alkalmazva folyékonyabban beszélhetünk, és fejleszthetjük a szókincsünket olyan szófordulatokkal, amiket a köznyelvben használnak, és amiket tankönyvekből nem biztos, hogy meg tudnánk tanulni.

#### Egyéb oldalak használata nyelvtanulás céljából
Olyan oldalak is hasznosak lehetnek a nyelvet tanulók számára, amiket eredetileg nem ilyen célra terveztek. Minden országnak vannak oldalai a saját nyelvén, helyi hírekkel és más tartalmakkal. Az interneten keresztül ezek az oldalak a világ bármely pontjáról hozzáférhetők, így a nyelvet tanulók is tudnak a célnyelven híreket olvasni, videókat nézegetni, dalokat hallgatni. A média tehát egyre nagyobb szerepet játszik a nyelvtanulás elősegítésében, ezt pedig a nyelvtanárok is észrevették már, és igyekeznek kihasználni, beleépíteni a tanítási programjukba.
Még az online játékok is segíthetnek a nyelvtanulásban, hiszen ezeket nemzetközi szinten is lehet játszani, így pedig a többiekkel a célnyelven kell kommunikálni. Az internetes kommunikációs eszközök a világ minden pontján élő emberekkel összeköthetnek, ami szintén kiváló lehetőséget biztosít az idegen nyelven való kommunikáció gyakorlására. Az internetes oldalak egy része ráadásul ingyenesen használható, így semmilyen költséggel nem jár a gyakorlás, a nyelvtudás csiszolgatása.

## Az idegennyelv-oktatás története és módszerei
Idegennyelv-tanításról már az ókortól kezdve beszélhetünk, például a sumérok vagy a rómaiak esetében (Bárdos, 1997).
A középkorban még olyan iskolamesterek tanítottak, akiknek nem volt előképzettsége, viszont az 1600-as évekből már rendelkezünk olyan forrásokkal, amikből kiderül a tanítás módszere is. Az első tankönyvcsaládok egyikének szerzője a cseh Jan Amos Comenius, akinek műve követi a szemléletesség, a kontrasztivitás és a fokozatosság elvét.
- Az úgynevezett „nyelvtan-fordító” módszer a 19. század elején jelent meg, középpontjában a deduktív módon elsajátított nyelvtan, valamint az ehhez szükségesnek ítélt szókincs bemagoltatása állt. A módszer nem gyakoroltatta külön a nyelvhasználatot, ellenben sokat gyakoroltatta a fordítást és sok volt a nyelvtani gyakorlat.
- A 19. század végére már a direkt módszer jellemző, mely az anyanyelv központi szerepével szakított. A lényege, hogy a nyelvtanításból teljesen kizárták az anyanyelvet, az órák csak célnyelven folytak. A négy nyelvi készség előkerült az oktatás során, a diákok is kommunikáltak, viszont az anyanyelv hiánya lelassította és nehézkessé tette az órákat és magyarázatokat, az anyag megértését.
- Az intenzív módszer a II. világháború során jelent meg, és célja a nyelv minél gyorsabb elsajátítása.
- Az 1950-es évektől jellemző az audiolingvális módszer, melynek lényege, hogy a nyelvtanulást szokások begyakorlásának folyamataként értelmezték. Az órákon sok volt a drill és a megerősítés, a szokások puszta begyakorlása nem vezetett nyelvtudáshoz, a tanuló nem vált képessé kreatív műveletek elvégzésére.
- A kognitív módszer Krashen (1981) nevéhez köthető, és középpontjában a hibák megjelenésének fontossága áll. Az elmélet szerint ugyanis ezek alapján a hibák, tévedések alapján gyártunk újabb és újabb hipotéziseket az idegen nyelv szabályairól, ezek által válik jobbá nyelvhasználatunk.
- Napjaink módszere a kommunikatív szemléletű nyelvtanítás, aminek célja az, hogy idegen nyelven jól kommunikáló embereket képezzen. A kommunikatív kompetenciával rendelkező emberek nem csak a nyelv szabályait és elveit ismerik, de az adott társadalomra jellemző kommunikációs szokásokat is, melynek köszönhetően képesek a helyzetnek megfelelően használni az adott kódokat, a nyelvet.

A kommunikatív nyelvoktatásban nagy szerepet kap a tanuló, az ő szükségletei és igényei, a tantervet és a tananyagot is az ő igényei szerint alakítják ki. A tanulók az új nyelvi elemeket kontextusban tanulják, a gyakorlás során pedig cél az olyan szituációk kialakítása, melyek a diákokat beszédhelyzetbe hozzák. Fontos a változatos módszerek alkalmazása, a sokoldalú munkaforma kihasználása (csoportmunka, önálló munka, partnermunka), valamint a négy nyelvi készség megfelelően súlypontozott gyakoroltatása. Cél a nyelv, a nyelvhasználat autentikus helyzetben való bemutatása. A diákok készségeinek fejlődését segíti, ha az órák leginkább a célnyelven zajlanak, de bizonyos helyzetekben (pl. jelentések magyarázata, szabályok tisztázása, bizonyos nyelvi jelenségek összehasonlítása) az anyanyelv is nyugodtan használható.
Természetesen a nyelvoktatás területén is megjelentek alternatív módszerek. A 70-es évekre például egyszerre több ilyen módszer is jellemző. Ezek a módszerek, pl. a szuggesztopédia, vagy a csendes módszer (silent way) viszont nem terjedtek el.

## Az idegennyelvi készségek
Mint már említettük, az idegennyelvi oktatás négy készség elsajátítására épül, ezek a hallási utáni megértés, a beszéd, az írás és az olvasás. A négy készséget a tanórák során egymással összefüggésben kell tanítani, például az olvasás során figyelni kell a helyes kiejtésre, és a készségek megfelelő súlyozását is szem előtt kell tartani.

### A kiejtés
A kiejtés tanításának a célja az, hogy megtanítsa és automatizálja az idegennyelv artikulációs folyamatait, az anyanyelvi felhasználó beszédéhez közeli kiejtést, és hogy ezáltal a tanulók beszédét érhetővé tegye a célnyelvi beszélő számára. Az idegennyelv artikulációinak nyelvi normáját a célnyelvi ország képzett középosztályának kiejtése adja (Börner, 1995).
A kiejtésnek a négy fő összetevője a hangképzés, a szóhangsúly, a hanglejtés és a mondatritmus, melyek közül a nyelvórákon az első kettőre helyeződik a legnagyobb hangsúly.

### A szókincs
A szókincs tanítása egyrészt a nyelvi tartalom közvetítésének része (Bárdos, 2000), másrészt pedig a „kultúrához vezető kaput" jelenti (House, 1995:92). A szókincs tanításánál fontos megjegyezni, hogy ez nem csak különálló szavak tanulását takarja, hanem lexikai egységek, azaz több szóból álló fogalmak, kollokációk, intézményesült kifejezések (Lewis, 1997) elsajátítását is.
Arról, hogy hány szót tanítsunk meg egy órán a diákoknak, a szakirodalom véleménye nagyon változó, hiszen ez függ a tanulók hátteréről, azaz életkorától, nyelvismeretétől, valamit az elsajátítandó szókincsről is. Az új szavak száma Bárdos (2000) szerint 8-12 lehet óránként.
A szókincs tanítása során az sem mindegy, milyen szavakat tanítunk a diákoknak. Figyelembe kell venni a kurzus céljait, a diákok beállítottságát, érdeklődési körét, és a szavak előfordulásának gyakoriságát is, hiszen az alapján ki tudjuk válogatni a később legjobban használható szavakat.
A szókincstanítás során megkülönböztethetünk direkt és indirekt tanítást. A direkt esetében az adott óra kötelezően elsajátítandó szavait feladatokkal is gyakoroltatjuk, míg az indirekt tanulásnál nem a szókincsfejlesztés a kimondott cél, ebben az esetben a diákok a tudtukon kívül jegyezhetik meg az újonnan előforduló szavakat.
Bárdos (2000:82) szerint a szókincstanítás lépései a bemutatás, az ismétlés, a jelentés feltárása a kontextusban, majd a szavak más kontextusba való helyezése és gyakorlása.
Azt pedig, hogy a szavakat értelmes, összefüggő mondatokban kell tanítani és gyakoroltatni, már Lux Gyula, a két világháború közötti időszak nyelvtanára is hangsúlyozta.
A kontextusalkotáson kívül jó módszer lehet még például a szinonimák és antonimák létrehozása is, vagy a szavak ismétlése, hangos kiejtése is.

## Idegennyelv-oktatás Magyarországon
Az idegennyelv-oktatás Magyarországon fontos szerepet játszik a közoktatási és felsőoktatási rendszerben, hiszen a globalizáció és az Európai Unió tagállamaként az ország számára kiemelt jelentőségű a többnyelvűség és a nemzetközi kommunikációs képességek fejlesztése.
Az idegennyelv-oktatás kötelező eleme a magyar közoktatásnak. A Nemzeti alaptanterv (NAT) szabályozza, hogy a diákoknak legalább egy idegen nyelvet kell tanulniuk az általános iskola felső tagozatától kezdve. Az érettségi vizsga megszerzéséhez középszintű nyelvtudás szükséges, a nyelv tetszőlegesen választható.
A felsőoktatási intézményekben is fontos követelmény az idegen nyelvek ismerete. Egyes képzésekre való bekerüléshez, illetve a diploma megszerzéséhez szintén szükséges egy vagy több idegen nyelvből tett nyelvvizsga. Korábban a diploma kiadásának feltétele volt egy középfokú nyelvvizsga, de ezt a kormány 2022-ben eltörölte.
Magyarországon az angol és a német nyelv a legnépszerűbb az iskolákban tanított idegen nyelvek közül. Ezeket követi a francia, az olasz, a spanyol és az orosz. Az angol nyelv dominanciája különösen az Európai Unióhoz való csatlakozás után erősödött meg, mivel az angol globális nyelvként széles körben használt a nemzetközi üzleti, tudományos és kulturális életben.
Az idegennyelv-oktatás során hagyományos és modern pedagógiai módszereket egyaránt alkalmaznak. Az osztálytermi oktatás mellett egyre elterjedtebbek a digitális tananyagok, interaktív platformok és nyelvtanulást támogató mobilalkalmazások.
A legnagyobb kihívások közé tartozik a tanárok hiánya, különösen a vidéki iskolákban, valamint a tanulók eltérő szociokulturális háttere, ami befolyásolja a nyelvtanulás hatékonyságát. A diákok nyelvtanulási motivációja is változó, amit az oktatási intézmények és a pedagógusok különböző módszerekkel igyekeznek erősíteni.
Az Eurostat adatai szerint a magyar fiatalok körében az idegen nyelvek ismerete elmarad az európai uniós átlagtól. Ennek okai között szerepel az alacsony óraszám, a nyelvtanítás minősége, valamint a nyelvhasználati lehetőségek hiánya a mindennapi életben. Az utóbbi években azonban számos kormányzati és uniós támogatású program indult a nyelvoktatás javítása érdekében, például a nyelvi táborok, külföldi ösztöndíjak és nyelvi kompetenciát fejlesztő projektek.